# أماندا كرو
أماندا كرو (بالإنجليزية: Amanda Crew)‏ مواليد 5 يونيو 1986 في كندا، هي ممثلة كندية بدأت مسيرتها الفنية عام 2005. حاصلة على جائزة ليو عن أفضل أداء رئيسي لممثلة في فيلم سينمائي عن فيلم الأخوات والإخوة عام 2012.

## الأعمال
- الوجهة النهائية 3
- جوبز
- وادي السيليكون
- سباق

## وصلات خارجية
- أماندا كرو على موقع IMDb (الإنجليزية)
- أماندا كرو على موقع ألو سيني (الفرنسية)
- أماندا كرو على موقع أول موفي (الإنجليزية)
- أماندا كرو على موقع بوكس أوفيس موجو (الإنجليزية)
- أماندا كرو على موقع قاعدة بيانات الأفلام السويدية (السويدية)
- أماندا كرو على موقع إن إن دي بي (الإنجليزية)
- أماندا كرو على موقع قاعدة بيانات الفيلم (الإنجليزية)
- أماندا كرو على موقع كينوبويسك (الروسية)